# Bahnstrecke Jesenice–Trieste Campo Marzio
| Karte von Wocheiner Bahn und Karstbahn |                               |                                                                                           |                                                                                           |
| Streckennummer (RFI): | 67                            |                                                                                           |                                                                                           |
| Streckennummer: | 70                            |                                                                                           |                                                                                           |
| Streckenlänge: | 144,8 km                      |                                                                                           |                                                                                           |
| Spurweite: | 1435 mm (Normalspur)          |                                                                                           |                                                                                           |
| Stromsystem: | Villa Opicina–Trieste: 3 kV = |                                                                                           |                                                                                           |
| Maximale Neigung: | 26,7 ‰                        |                                                                                           |                                                                                           |
| Minimaler Radius: | 149 m                         |                                                                                           |                                                                                           |
| Streckengeschwindigkeit: | 80 km/h                       |                                                                                           |                                                                                           |
| |                               |                                                                                           |                                                                                           |
| Deutsche Stationsnamen bis 1918 offiziell \| \| \| von Rosenbach (Villach und Klagenfurt) \| \| \| \| \| Tarvisio–Ljubljana \| \| \| \| \| von Tarvisio \| \| \| \| 0,00 \| Jesenice 1943 als Assling \| Jesenice 1943 als Assling \| \| \| \| nach Ljubljana (Laibach) \| \| \| \| \| Sava \| \| \| \| 2,60 \| Kočna 1943 als Assling Süd \| Kočna 1943 als Assling Süd \| \| \| \| A2 \| \| \| \| 4,80 \| Vintgar 1943 als Hart-Rothweinklamm \| Vintgar 1943 als Hart-Rothweinklamm \| \| \| \| Dobrava-Tunnel 50 m \| \| \| \| \| Radovna \| \| \| \| \| Vintgar-Tunnel 1'181 m \| \| \| \| 7,50 \| Podhom 1943 als Buchheim \| Podhom 1943 als Buchheim \| \| \| 10,00 \| Bled Jezero Veldes, 1943 als Veldes-See \| Bled Jezero Veldes, 1943 als Veldes-See \| \| \| \| Bled-(Veldeser-)Tunnel 189 m \| \| \| \| \| Sedlo-(Sattelweg-)Tunnel 509 m \| \| \| \| \| Bela-(Vellacher-)Tunnel 253 m \| \| \| \| 14,10 \| Bohinjska Bela 1943 als Wocheiner Vellach \| Bohinjska Bela 1943 als Wocheiner Vellach \| \| \| \| Oberne-Tunnel 1'295 m \| \| \| \| \| Galerie I 167 m \| \| \| \| 18,70 \| Soteska 1943 als Wocheiner Klamm \| Soteska 1943 als Wocheiner Klamm \| \| \| 23,70 \| Nomenj 1943 als Neuming \| Nomenj 1943 als Neuming \| \| \| \| \| \| \| \| 27,90 \| Bohinjska Bistrica (Autoverladung ) Wocheiner Feistritz, 1943 als Feistritz-Wocheiner See \| Bohinjska Bistrica (Autoverladung ) Wocheiner Feistritz, 1943 als Feistritz-Wocheiner See \| \| \| \| \| \| \| \| \| Bohinj-(Wocheiner-)Tunnel 6'327,4 m \| \| \| \| 35,20 \| Podbrdo 1943 als Piedicolle \| Podbrdo 1943 als Piedicolle \| \| \| \| Kuk-Tunnel 102 m \| \| \| \| \| Galerie II 43 m \| \| \| \| 40,30 \| Hudajužna \| Hudajužna \| \| \| \| Hudajužna-Tunnel 311 m \| \| \| \| \| Baca \| \| \| \| \| Kupovo-Tunnel 54 m \| \| \| \| \| Baca \| \| \| \| \| Humar-Tunnel 88 m \| \| \| \| \| Baca \| \| \| \| \| Baca \| \| \| \| \| Bukovo-Tunnel 937 m \| \| \| \| \| Baca \| \| \| \| \| Baca \| \| \| \| 46,90 \| Grahovo ob Bači, Gemeinde Tolmin \| Grahovo ob Bači, Gemeinde Tolmin \| \| \| \| Baca \| \| \| \| \| Grahovo-(Murgraben-)Tunnel 202 m \| \| \| \| \| Kneža-Tunnel 384 m \| \| \| \| \| Kneža \| \| \| \| \| Klavže-(Klause-)Tunnel 170 m \| \| \| \| \| Baca \| \| \| \| 50,40 \| Podmelec \| Podmelec \| \| \| \| Rakovec-Tunnel 292 m \| \| \| \| \| Baca \| \| \| \| \| Baca \| \| \| \| \| Bača-Tunnel 46 m \| \| \| \| \| 102 \| \| \| \| \| Idrijca \| \| \| \| \| \| \| \| \| 55,80 \| Most na Soči (Autoverladung ) St. Lucia-Tolmein \| Most na Soči (Autoverladung ) St. Lucia-Tolmein \| \| \| \| \| \| \| \| \| Most na Soči-(St. Lucia-)Tunnel 619 m \| \| \| \| \| Dobročnik-Tunnel I 41 m \| \| \| \| \| Dobročnik-Tunnel II 78 m \| \| \| \| \| Skrt-Tunnel 390 m \| \| \| \| \| Log-Tunnel 804 m \| \| \| \| \| Schlundbach \| \| \| \| \| Vogršček-(Dogercek-)Tunnel 221 m \| \| \| \| \| Doblar-Tunnel 348 m \| \| \| \| \| Avče-Tunnel 341 m \| \| \| \| 64,10 \| Avče Auzza \| Avče Auzza \| \| \| \| Galerie III 130 m \| \| \| \| \| Auzza \| \| \| \| \| Soča Isonzo \| \| \| \| \| Kanal-Tunnel 175 m \| \| \| \| 69,90 \| Canale Kanal \| Canale Kanal \| \| \| 73,10 \| Anhovo \| Anhovo \| \| \| 75,80 \| Plave \| Plave \| \| \| \| Zopatbach \| \| \| \| \| Plave-Tunnel 450 m \| \| \| \| \| Vrhulj-(Babinzob-)Tunnel 348 m \| \| \| \| \| Galerie IV 143 m \| \| \| \| \| Galerie V 82 m \| \| \| \| \| Solkanski most (Salcanobrücke; 220 m) \| \| \| \| 86,80 \| Solkan de: Sollingen \| Solkan de: Sollingen \| \| \| 89,10 \| Nova Gorica Görz Staatsbf \| Nova Gorica Görz Staatsbf \| \| \| \| Kostanjevica-Tunnel 228 m \| \| \| \| \| nach Gorizia Centrale \| \| \| \| 92,30 \| Šempeter pri Gorici St. Peter \| Šempeter pri Gorici St. Peter \| \| \| 95,70 \| Volčja Draga \| Volčja Draga \| \| \| \| Liak \| \| \| \| 97,10 \| Okroglica \| Okroglica \| \| \| 100,10 \| Prvačina \| Prvačina \| \| \| \| Vipava (Wippach) \| \| \| \| \| Wippachtalbahn (Slowenien) \| nach Ajdovščina \| \| \| 101,50 \| Dornberk it: Montespino \| Dornberk it: Montespino \| \| \| \| Tabor-Tunnel 155 m \| \| \| \| \| Vipava (Wippach) \| \| \| \| \| Vipava (Wippach) \| \| \| \| 103,20 \| Steske de: Rauchenstein \| Steske de: Rauchenstein \| \| \| \| Kuk-Tunnel 107 m \| \| \| \| \| Maklavi \| \| \| \| 106,30 \| Branik de: Reifenberg, it: Rifembergo \| Branik de: Reifenberg, it: Rifembergo \| \| \| \| Branik-Tunnel I 119 m \| \| \| \| \| Branik-Tunnel II 199 m \| \| \| \| \| Branzca-Tunnel 170 m \| \| \| \| \| Štanjel-Tunnel 532 m \| \| \| \| 113,20 \| Štanjel St. Daniel, it: S. Daniele del Carso \| Štanjel St. Daniel, it: S. Daniele del Carso \| \| \| 117,30 \| Kopriva it: Copriva del Carso \| Kopriva it: Copriva del Carso \| \| \| 119,80 \| Dutovlje it: Dtuttogliano \| Dutovlje it: Dtuttogliano \| \| \| 122,800,00 \| Kreplje it: Crepegliano \| Kreplje it: Crepegliano \| \| \| \| nach Sežana (seit 1948) \| \| \| \| \| Dol-Tunnel 456 m \| \| \| \| 2,10 \| Repentabor it: Monrupino \| Repentabor it: Monrupino \| \| \| 2,5019,466 \| Staatsgrenze Slowenien–Italien \| Staatsgrenze Slowenien–Italien \| \| \| \| Repentabor-Tunnel 600 m \| \| \| \| \| Österreichische Südbahn (Šentilj–Trieste) \| \| \| \| \| von Ljubljana \| \| \| \| 15,695 \| Villa Opicina Opicina Staatsbahnbf \| Villa Opicina Opicina Staatsbahnbf \| \| \| \| Verbindungsgleis nach ehem. Opicina Südbf \| \| \| \| \| nach Trieste Centrale \| \| \| \| \| Opicina-Tunnel 1'054 m \| \| \| \| \| Pischianzi-Tunnel 490 m \| \| \| \| \| Conconello-Tunnel 704 m \| \| \| \| 8,000 \| Guardiella \| Guardiella \| \| \| \| Revoltella-Tunnel 1'280 m \| \| \| \| 5,000 \| Rozzol-Montebello bis 2003[1] \| Rozzol-Montebello bis 2003[1] \| \| \| \| \| \| \| \| \| von Trieste Centrale \| \| \| \| \| \| \| \| \| \| von Trieste Aquilinia / von Erpelle \| \| \| \| \| Schmalspurbahn von Parenzo \| \| \| \| \| \| \| \| \| \| Trieste Campo Marzio Smistamento \| \| \| \| 0,799 \| Trieste Campo Marzio bis 1945 Triest S. Andrea \| Trieste Campo Marzio bis 1945 Triest S. Andrea \| |                               |                                                                                           |                                                                                           |
| Strecke |                               | von Rosenbach (Villach und Klagenfurt)                                                    | von Rosenbach (Villach und Klagenfurt)                                                    |
| Kreuzung geradeaus oben (Querstrecke außer Betrieb) |                               | Tarvisio–Ljubljana                                                                        | Tarvisio–Ljubljana                                                                        |
| Abzweig geradeaus und ehemals von links |                               | von Tarvisio                                                                              | von Tarvisio                                                                              |
| Bahnhof | 0,00                          | Jesenice 1943 als Assling                                                                 | Jesenice 1943 als Assling                                                                 |
| Abzweig geradeaus und nach links |                               | nach Ljubljana (Laibach)                                                                  | nach Ljubljana (Laibach)                                                                  |
| Brücke über Wasserlauf |                               | Sava                                                                                      | Sava                                                                                      |
| Haltepunkt / Haltestelle | 2,60                          | Kočna 1943 als Assling Süd                                                                | Kočna 1943 als Assling Süd                                                                |
| Strecke mit Straßenbrücke |                               | A2                                                                                        | A2                                                                                        |
| Haltepunkt / Haltestelle | 4,80                          | Vintgar 1943 als Hart-Rothweinklamm                                                       | Vintgar 1943 als Hart-Rothweinklamm                                                       |
| Tunnel |                               | Dobrava-Tunnel 50 m                                                                       | Dobrava-Tunnel 50 m                                                                       |
| Brücke über Wasserlauf |                               | Radovna                                                                                   | Radovna                                                                                   |
| Tunnel |                               | Vintgar-Tunnel 1'181 m                                                                    | Vintgar-Tunnel 1'181 m                                                                    |
| Haltepunkt / Haltestelle | 7,50                          | Podhom 1943 als Buchheim                                                                  | Podhom 1943 als Buchheim                                                                  |
| Bahnhof | 10,00                         | Bled Jezero Veldes, 1943 als Veldes-See                                                   | Bled Jezero Veldes, 1943 als Veldes-See                                                   |
| Tunnel |                               | Bled-(Veldeser-)Tunnel 189 m                                                              | Bled-(Veldeser-)Tunnel 189 m                                                              |
| Tunnel |                               | Sedlo-(Sattelweg-)Tunnel 509 m                                                            | Sedlo-(Sattelweg-)Tunnel 509 m                                                            |
| Tunnel |                               | Bela-(Vellacher-)Tunnel 253 m                                                             | Bela-(Vellacher-)Tunnel 253 m                                                             |
| Haltepunkt / Haltestelle | 14,10                         | Bohinjska Bela 1943 als Wocheiner Vellach                                                 | Bohinjska Bela 1943 als Wocheiner Vellach                                                 |
| Tunnel |                               | Oberne-Tunnel 1'295 m                                                                     | Oberne-Tunnel 1'295 m                                                                     |
| Tunnel |                               | Galerie I 167 m                                                                           | Galerie I 167 m                                                                           |
| ehemaliger Haltepunkt / Haltestelle | 18,70                         | Soteska 1943 als Wocheiner Klamm                                                          | Soteska 1943 als Wocheiner Klamm                                                          |
| Haltepunkt / Haltestelle | 23,70                         | Nomenj 1943 als Neuming                                                                   | Nomenj 1943 als Neuming                                                                   |
| |                               |                                                                                           |                                                                                           |
| Bahnhof | 27,90                         | Bohinjska Bistrica (Autoverladung ) Wocheiner Feistritz, 1943 als Feistritz-Wocheiner See | Bohinjska Bistrica (Autoverladung ) Wocheiner Feistritz, 1943 als Feistritz-Wocheiner See |
| |                               |                                                                                           |                                                                                           |
| Tunnel |                               | Bohinj-(Wocheiner-)Tunnel 6'327,4 m                                                       | Bohinj-(Wocheiner-)Tunnel 6'327,4 m                                                       |
| Bahnhof | 35,20                         | Podbrdo 1943 als Piedicolle                                                               | Podbrdo 1943 als Piedicolle                                                               |
| Tunnel |                               | Kuk-Tunnel 102 m                                                                          | Kuk-Tunnel 102 m                                                                          |
| Tunnel |                               | Galerie II 43 m                                                                           | Galerie II 43 m                                                                           |
| Haltepunkt / Haltestelle | 40,30                         | Hudajužna                                                                                 | Hudajužna                                                                                 |
| Tunnel |                               | Hudajužna-Tunnel 311 m                                                                    | Hudajužna-Tunnel 311 m                                                                    |
| Brücke über Wasserlauf |                               | Baca                                                                                      | Baca                                                                                      |
| Tunnel |                               | Kupovo-Tunnel 54 m                                                                        | Kupovo-Tunnel 54 m                                                                        |
| Brücke über Wasserlauf |                               | Baca                                                                                      | Baca                                                                                      |
| Tunnel |                               | Humar-Tunnel 88 m                                                                         | Humar-Tunnel 88 m                                                                         |
| Brücke über Wasserlauf |                               | Baca                                                                                      | Baca                                                                                      |
| Brücke über Wasserlauf |                               | Baca                                                                                      | Baca                                                                                      |
| Tunnel |                               | Bukovo-Tunnel 937 m                                                                       | Bukovo-Tunnel 937 m                                                                       |
| Brücke über Wasserlauf |                               | Baca                                                                                      | Baca                                                                                      |
| Brücke über Wasserlauf |                               | Baca                                                                                      | Baca                                                                                      |
| Haltepunkt / Haltestelle | 46,90                         | Grahovo ob Bači, Gemeinde Tolmin                                                          | Grahovo ob Bači, Gemeinde Tolmin                                                          |
| Brücke über Wasserlauf |                               | Baca                                                                                      | Baca                                                                                      |
| Tunnel |                               | Grahovo-(Murgraben-)Tunnel 202 m                                                          | Grahovo-(Murgraben-)Tunnel 202 m                                                          |
| Tunnel |                               | Kneža-Tunnel 384 m                                                                        | Kneža-Tunnel 384 m                                                                        |
| Brücke über Wasserlauf |                               | Kneža                                                                                     | Kneža                                                                                     |
| Tunnel |                               | Klavže-(Klause-)Tunnel 170 m                                                              | Klavže-(Klause-)Tunnel 170 m                                                              |
| Brücke über Wasserlauf |                               | Baca                                                                                      | Baca                                                                                      |
| Haltepunkt / Haltestelle | 50,40                         | Podmelec                                                                                  | Podmelec                                                                                  |
| Tunnel |                               | Rakovec-Tunnel 292 m                                                                      | Rakovec-Tunnel 292 m                                                                      |
| Brücke über Wasserlauf |                               | Baca                                                                                      | Baca                                                                                      |
| Brücke über Wasserlauf |                               | Baca                                                                                      | Baca                                                                                      |
| Tunnel |                               | Bača-Tunnel 46 m                                                                          | Bača-Tunnel 46 m                                                                          |
| Strecke mit Straßenbrücke |                               | 102                                                                                       | 102                                                                                       |
| Brücke über Wasserlauf |                               | Idrijca                                                                                   | Idrijca                                                                                   |
| |                               |                                                                                           |                                                                                           |
| Bahnhof | 55,80                         | Most na Soči (Autoverladung ) St. Lucia-Tolmein                                           | Most na Soči (Autoverladung ) St. Lucia-Tolmein                                           |
| |                               |                                                                                           |                                                                                           |
| Tunnel |                               | Most na Soči-(St. Lucia-)Tunnel 619 m                                                     | Most na Soči-(St. Lucia-)Tunnel 619 m                                                     |
| Tunnel |                               | Dobročnik-Tunnel I 41 m                                                                   | Dobročnik-Tunnel I 41 m                                                                   |
| Tunnel |                               | Dobročnik-Tunnel II 78 m                                                                  | Dobročnik-Tunnel II 78 m                                                                  |
| Tunnel |                               | Skrt-Tunnel 390 m                                                                         | Skrt-Tunnel 390 m                                                                         |
| Tunnel |                               | Log-Tunnel 804 m                                                                          | Log-Tunnel 804 m                                                                          |
| Brücke über Wasserlauf |                               | Schlundbach                                                                               | Schlundbach                                                                               |
| Tunnel |                               | Vogršček-(Dogercek-)Tunnel 221 m                                                          | Vogršček-(Dogercek-)Tunnel 221 m                                                          |
| Tunnel |                               | Doblar-Tunnel 348 m                                                                       | Doblar-Tunnel 348 m                                                                       |
| Tunnel |                               | Avče-Tunnel 341 m                                                                         | Avče-Tunnel 341 m                                                                         |
| Haltepunkt / Haltestelle | 64,10                         | Avče Auzza                                                                                | Avče Auzza                                                                                |
| Tunnel |                               | Galerie III 130 m                                                                         | Galerie III 130 m                                                                         |
| Brücke über Wasserlauf |                               | Auzza                                                                                     | Auzza                                                                                     |
| Brücke über Wasserlauf |                               | Soča Isonzo                                                                               | Soča Isonzo                                                                               |
| Tunnel |                               | Kanal-Tunnel 175 m                                                                        | Kanal-Tunnel 175 m                                                                        |
| Haltepunkt / Haltestelle | 69,90                         | Canale Kanal                                                                              | Canale Kanal                                                                              |
| Bahnhof | 73,10                         | Anhovo                                                                                    | Anhovo                                                                                    |
| Haltepunkt / Haltestelle | 75,80                         | Plave                                                                                     | Plave                                                                                     |
| Brücke über Wasserlauf |                               | Zopatbach                                                                                 | Zopatbach                                                                                 |
| Tunnel |                               | Plave-Tunnel 450 m                                                                        | Plave-Tunnel 450 m                                                                        |
| Tunnel |                               | Vrhulj-(Babinzob-)Tunnel 348 m                                                            | Vrhulj-(Babinzob-)Tunnel 348 m                                                            |
| Tunnel |                               | Galerie IV 143 m                                                                          | Galerie IV 143 m                                                                          |
| Tunnel |                               | Galerie V 82 m                                                                            | Galerie V 82 m                                                                            |
| Brücke über Wasserlauf |                               | Solkanski most (Salcanobrücke; 220 m)                                                     | Solkanski most (Salcanobrücke; 220 m)                                                     |
| Haltepunkt / Haltestelle | 86,80                         | Solkan de: Sollingen                                                                      | Solkan de: Sollingen                                                                      |
| Bahnhof | 89,10                         | Nova Gorica Görz Staatsbf                                                                 | Nova Gorica Görz Staatsbf                                                                 |
| Tunnel |                               | Kostanjevica-Tunnel 228 m                                                                 | Kostanjevica-Tunnel 228 m                                                                 |
| Abzweig geradeaus, nach rechts und ehemals von rechts |                               | nach Gorizia Centrale                                                                     | nach Gorizia Centrale                                                                     |
| Haltepunkt / Haltestelle | 92,30                         | Šempeter pri Gorici St. Peter                                                             | Šempeter pri Gorici St. Peter                                                             |
| Bahnhof | 95,70                         | Volčja Draga                                                                              | Volčja Draga                                                                              |
| Brücke über Wasserlauf |                               | Liak                                                                                      | Liak                                                                                      |
| Haltepunkt / Haltestelle | 97,10                         | Okroglica                                                                                 | Okroglica                                                                                 |
| Bahnhof | 100,10                        | Prvačina                                                                                  | Prvačina                                                                                  |
| Brücke über Wasserlauf |                               | Vipava (Wippach)                                                                          | Vipava (Wippach)                                                                          |
| Abzweig geradeaus und nach links |                               | Wippachtalbahn (Slowenien)                                                                | nach Ajdovščina                                                                           |
| Haltepunkt / Haltestelle | 101,50                        | Dornberk it: Montespino                                                                   | Dornberk it: Montespino                                                                   |
| Tunnel |                               | Tabor-Tunnel 155 m                                                                        | Tabor-Tunnel 155 m                                                                        |
| Brücke über Wasserlauf |                               | Vipava (Wippach)                                                                          | Vipava (Wippach)                                                                          |
| Brücke über Wasserlauf |                               | Vipava (Wippach)                                                                          | Vipava (Wippach)                                                                          |
| Haltepunkt / Haltestelle | 103,20                        | Steske de: Rauchenstein                                                                   | Steske de: Rauchenstein                                                                   |
| Tunnel |                               | Kuk-Tunnel 107 m                                                                          | Kuk-Tunnel 107 m                                                                          |
| Brücke über Wasserlauf |                               | Maklavi                                                                                   | Maklavi                                                                                   |
| Haltepunkt / Haltestelle | 106,30                        | Branik de: Reifenberg, it: Rifembergo                                                     | Branik de: Reifenberg, it: Rifembergo                                                     |
| Tunnel |                               | Branik-Tunnel I 119 m                                                                     | Branik-Tunnel I 119 m                                                                     |
| Tunnel |                               | Branik-Tunnel II 199 m                                                                    | Branik-Tunnel II 199 m                                                                    |
| Tunnel |                               | Branzca-Tunnel 170 m                                                                      | Branzca-Tunnel 170 m                                                                      |
| Tunnel |                               | Štanjel-Tunnel 532 m                                                                      | Štanjel-Tunnel 532 m                                                                      |
| Bahnhof | 113,20                        | Štanjel St. Daniel, it: S. Daniele del Carso                                              | Štanjel St. Daniel, it: S. Daniele del Carso                                              |
| Haltepunkt / Haltestelle | 117,30                        | Kopriva it: Copriva del Carso                                                             | Kopriva it: Copriva del Carso                                                             |
| Haltepunkt / Haltestelle | 119,80                        | Dutovlje it: Dtuttogliano                                                                 | Dutovlje it: Dtuttogliano                                                                 |
| Haltepunkt / Haltestelle | 122,800,00                    | Kreplje it: Crepegliano                                                                   | Kreplje it: Crepegliano                                                                   |
| Abzweig ehemals geradeaus und nach links |                               | nach Sežana (seit 1948)                                                                   | nach Sežana (seit 1948)                                                                   |
| Tunnel (Strecke außer Betrieb) |                               | Dol-Tunnel 456 m                                                                          | Dol-Tunnel 456 m                                                                          |
| Bahnhof (Strecke außer Betrieb) | 2,10                          | Repentabor it: Monrupino                                                                  | Repentabor it: Monrupino                                                                  |
| Grenze (Strecke außer Betrieb) | 2,5019,466                    | Staatsgrenze Slowenien–Italien                                                            | Staatsgrenze Slowenien–Italien                                                            |
| Tunnel (Strecke außer Betrieb) |                               | Repentabor-Tunnel 600 m                                                                   | Repentabor-Tunnel 600 m                                                                   |
| Kreuzung geradeaus oben (Strecken außer Betrieb) |                               | Österreichische Südbahn (Šentilj–Trieste)                                                 | Österreichische Südbahn (Šentilj–Trieste)                                                 |
| Abzweig geradeaus und von links |                               | von Ljubljana                                                                             | von Ljubljana                                                                             |
| Bahnhof | 15,695                        | Villa Opicina Opicina Staatsbahnbf                                                        | Villa Opicina Opicina Staatsbahnbf                                                        |
| Abzweig geradeaus und nach rechts |                               | Verbindungsgleis nach ehem. Opicina Südbf                                                 | Verbindungsgleis nach ehem. Opicina Südbf                                                 |
| Abzweig geradeaus und nach rechts |                               | nach Trieste Centrale                                                                     | nach Trieste Centrale                                                                     |
| Tunnel |                               | Opicina-Tunnel 1'054 m                                                                    | Opicina-Tunnel 1'054 m                                                                    |
| Tunnel |                               | Pischianzi-Tunnel 490 m                                                                   | Pischianzi-Tunnel 490 m                                                                   |
| Tunnel |                               | Conconello-Tunnel 704 m                                                                   | Conconello-Tunnel 704 m                                                                   |
| ehemaliger Haltepunkt / Haltestelle | 8,000                         | Guardiella                                                                                | Guardiella                                                                                |
| Tunnel |                               | Revoltella-Tunnel 1'280 m                                                                 | Revoltella-Tunnel 1'280 m                                                                 |
| ehemaliger Haltepunkt / Haltestelle | 5,000                         | Rozzol-Montebello bis 2003                                                                | Rozzol-Montebello bis 2003                                                                |
| Verschwenkung von links |                               |                                                                                           |                                                                                           |
| Kreuzung mit Tunnelstrecke · Strecke von rechts (im Tunnel) |                               | von Trieste Centrale                                                                      | von Trieste Centrale                                                                      |
| Strecke · Tunnelende |                               |                                                                                           |                                                                                           |
| Strecke · Abzweig geradeaus und von links |                               | von Trieste Aquilinia / von Erpelle                                                       | von Trieste Aquilinia / von Erpelle                                                       |
| Strecke · Abzweig geradeaus und ehemals von links |                               | Schmalspurbahn von Parenzo                                                                | Schmalspurbahn von Parenzo                                                                |
| Verschwenkung nach links · Verschwenkung nach rechts |                               |                                                                                           |                                                                                           |
| Dienststation / Betriebs- oder Güterbahnhof |                               | Trieste Campo Marzio Smistamento                                                          | Trieste Campo Marzio Smistamento                                                          |
| Kopfbahnhof Streckenende | 0,799                         | Trieste Campo Marzio bis 1945 Triest S. Andrea                                            | Trieste Campo Marzio bis 1945 Triest S. Andrea                                            |

Die Eisenbahnstrecke Jesenice–Trieste Campo Marzio, auch Wocheiner Bahn genannt, ist eine eingleisige Hauptbahn in Slowenien und Italien. Sie führt von Jesenice (Aßling) am südlichen Ende des Karawankentunnels über die Julischen Alpen und Nova Gorica / Gorizia (Görz) nach Triest. Sie wurde vom kaiserlichen Österreich – verantwortlich war das k.k. Eisenbahnministerium – zu Beginn des 20. Jahrhunderts als Teil eines großen Eisenbahninfrastrukturprojektes (Neue Alpenbahnen) zur Verbindung Westösterreichs und Süddeutschlands mit dem Hafen von Triest erbaut. Die Wocheiner Bahn war die südlichste der drei Teilstrecken dieses Projekts. Nördlich schlossen daran die ebenfalls 1906 eröffnete Karawankenbahn nach Villach und Klagenfurt (Anschluss an die Drautalbahn Maribor / Marburg–Franzensfeste) und die 1909 eröffnete Tauernbahn von Villach nach Salzburg an (dort bestanden Anschlüsse an das deutsche Bahnnetz und an die österreichische Westbahn).

## Namen
- Im deutschen Sprachgebrauch sind sowohl Wocheiner Bahn (für den Abschnitt Jesenice–Nova Gorica) als auch Karstbahn (für den Abschnitt Nova Gorica–Triest) als Bezeichnungen üblich. Offiziell wurde das Bahnbauprojekt im Gesetz von 1901 als Karawanken- und Wocheiner Bahn bezeichnet. Neue Alpenbahnen war ein Rahmenbegriff, der auch die Tauernbahn und die Pyhrnbahn umfasste.
- Im Slowenischen nennt man die Strecke heute meist Bohinjska proga (Wocheiner Bahn), dieser Name bezieht sich auf das Tal und den gleichnamigen Ort Bohinj.
- In Italien wird die Strecke als Ferrovia Transalpina bezeichnet. Bis heute heißt darum der italienische Teil des Bahnhofsplatzes von Gorizia / Nova Gorica Piazza Transalpina.

Die Bezeichnung Transalpina gewinnt in deutschsprachigen Veröffentlichungen an Bedeutung, demgemäß erfahren die traditionellen deutschsprachigen Bezeichnungen Bedeutungsverluste.

## Geschichte

### Politischer Auftrag

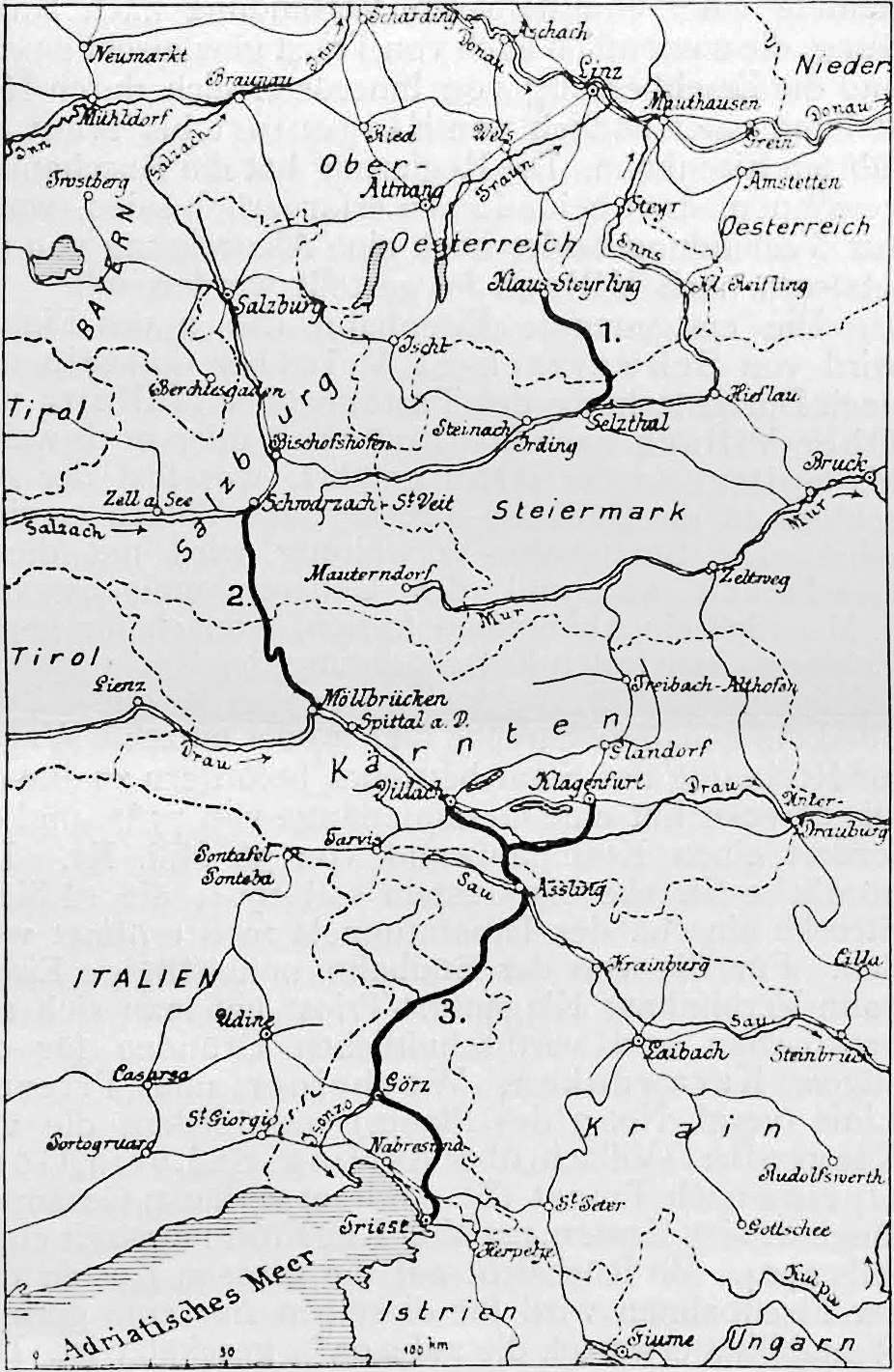
Uebersichtsplan der zweiten Verbindung mit Triest und der Pyhrnbahn, 1901

1869 richtete die Triester Handelskammer eine Petition an Kaiser Franz Joseph I., in der darauf hingewiesen wurde, die bevorstehende Eröffnung des Suezkanals werde sich auch belebend auf den Seehandel mit Triest auswirken, deshalb sei eine zweite Bahnlinie Richtung Wien und in die nördlichen Teile Österreichs nötig. Um die Wahl der Trasse entspann sich nun ein „fast dreißigjähriger Krieg“.
Nach diesen Auseinandersetzungen über die Routenwahl brachte Eisenbahnminister Heinrich von Wittek im Reichsrat, dem Parlament in Wien, am 12. Februar 1901 einen Gesetzentwurf ein, der von beiden Häusern des Reichsrats angenommen und am 6. Juni 1901 vom Kaiser sanktioniert wurde: das Eisenbahnbau- und Investitionsgesetz, wie eine kurze Inhaltsangabe des langen Gesetzestitels lautet.
Das Gesetz legte unter anderem fest, dass die Karawanken- und Wocheiner Bahn bis 1905 als Hauptbahn ersten Ranges zu errichten sei. Unter den diversen Bauvorhaben der Staatseisenbahnverwaltung, die sich auf Gesamtkosten von 487.038.000 Kronen (= 1,758 Milliarden Euro) summierten, war diese Bahn mit angenommenen Kosten von 103.600.000 Kronen (= 374 Millionen Euro) das bei weitem aufwändigste Projekt. Die Gesamtkosten sollten durch die Ausgabe von Obligationen (staatlichen Anleihen) bedeckt werden.
Für die Karawanken- und Wocheiner Bahn wurde der finanzielle Aufwand in den einzelnen Budgetjahren wie folgt kalkuliert:
- 1901: 03.700.000 K
- 1902: 08.900.000 K
- 1903: 17.400.000 K
- 1904: 37.300.000 K
- 1905: 36.300.000 K

Um für die im Gesetz enthaltene, in der Geschichte des österreichischen Eisenbahnbaues bis heute einzigartige Bahnbauoffensive mit mehreren großen, gleichzeitig abzuwickelnden Projekten (u. a. auch Tauernbahn, Pyhrnbahn, Wechselbahn und Strecke Lemberg−Uzsokpass Richtung Ungarn) die passende Organisationsstruktur zu schaffen, machte Minister Wittek am 6. Oktober 1901 die Errichtung der direkt dem Minister unterstellten k.k. Eisenbahnbaudirektion kund, deren Leiter den Titel k.k. Sektionschef und Eisenbahnbaudirektor tragen werde. Zum Eisenbahnbaudirektor bestellte er Karl Wurmb. Minister Wittek und Baudirektor Wurmb traten 1905 nach parlamentarischer Kritik an den durch geologische Probleme verursachten Kostenüberschreitungen der Bahnbauten zurück.

### Bau

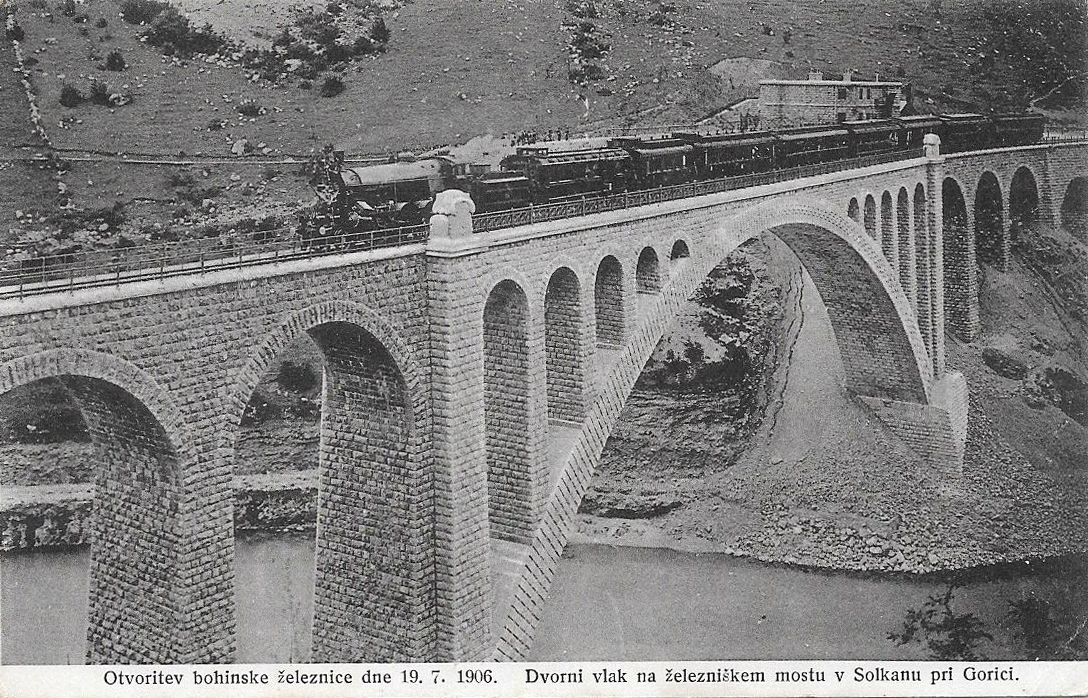
Eröffnungszug mit Lok der Reihe 110 auf der Salcanobrücke (19. Juli 1906)

Die Strecke wurde (bis 1905 unter Wurmbs Leitung) bis 1906 erbaut; aus Kostengründen wurde nur der Wocheiner Tunnel zweigleisig ausgeführt. Der Bau wurde schon damals als „Schmerzenskind“ der Bahnbauten bezeichnet. Beim Tunnelbau machten abspringende Felsstücke („Knallgebirge“) und Wassereinbruch Probleme. Eine Herausforderung für die Trassierung im Raum Triest bestand im jähen Abfall des Geländes von der Karsthochfläche zum Stadtgebiet knapp über Meeresniveau und den Hafenanlagen. Zur Bewältigung dieser Höhenstufe führt die Eisenbahntrasse in einem weit ausholenden Bogen und vielen kleinen Windungen südöstlich um das Stadtgebiet herum. Zusätzlich waren hier Tunnel und innerstädtische Brückenbauten erforderlich. Der Stollendurchschlag des Wocheiner Tunnels fand am 31. Mai 1904 mit Erzherzog Leopold Salvator statt, der Tunnel war am 30. April 1905 komplett fertig. Tags darauf wurde Minister Wittek von Ludwig Wrba im Amt abgelöst.
Südlich des Görzer Staatsbahnhofs (heute: Nova Gorica), des Endpunkts der Wocheiner Bahn, wurden im ersten Streckenteil der Karstbahn acht Gleiskilometer der 26 km langen, 1902 eröffneten, vom Görzer Südbahnhof (heute: Gorizia Centrale) nach Haidenschaft führenden Lokalbahn (Wippachtalbahn) genutzt. An der neu errichteten Station St. Peter (Šempeter pri Gorici) wurde eine Gleisschleife angelegt, über die von der Wocheiner Bahn kommende Züge zur Südbahn umgeleitet werden konnten.
Als die Karstbahn zur Lokalbahn zurückgestuft wurde (1932: Personen-, 1945: Güterverkehr), bekam diese Überstelleinrichtung insbesondere für den Schnellzugverkehr (nach und von Triest) besonderes Gewicht. 
Die Eröffnung von Wocheiner wie Karstbahn fand (trotz angekündigter panslawistischer Störaktionen) am 19. Juli 1906 statt. Thronfolger Erzherzog Franz Ferdinand von Österreich-Este sowie k.k. Eisenbahnminister Julius Derschatta von Standhalt (seit 2. Juni 1906 Nachfolger von Ludwig Wrba) befuhren als Ehrengäste die Strecke von Assling bis Triest per Hofzug. Die nördlich anschließende Karawankenbahn wurde im Beisein von Karl Wurmb am 30. September 1906 eröffnet.

### Betrieb bis 1945
Die Strecke wurde von den k.k. Staatsbahnen (kkStB) betrieben, die dem Eisenbahnministerium unmittelbar unterstanden. Von Mai bis September 1912 und 1913 und von Mai bis Juli 1914 verkehrten in der Relation Salzburg–Villach–Triest Staatsbahnzüge mit Aussichtswagen der Canadian Pacific Railway (CPR), die diese Wagen mit 33 Lederfauteuils, elektrischen Leselampen, Lese- und Rauchabteil, Bibliothek, Aussichtsplattform, Dolmetscher und Fremdenführer der CPR, vier Schreibtischen sowie Stenograf und Maschinschreiber ausstattete. Wer 1. oder 2. Klasse reiste, konnte bei jedem Reisebüro gegen Aufzahlung von 5 Kronen einen nummerierten Platz reservieren. Die Eröffnungsfahrt der Aussichtswagen auf der Wocheiner Bahn fand am 20. August 1912 statt (Villach ab 9:20, Triest an 15:05 Uhr); Julius Wagner-Jauregg, prominenter Arzt, nahm daran teil.
Im Ersten Weltkrieg wechselte Italien im Frühjahr 1915 die Fronten (siehe Londoner Abkommen). Am Isonzo kam es von Juni 1915 bis Oktober 1917 zu zwölf Schlachten. Hier wollte die italienische Armee über zwei Jahre lang in zahlreichen Schlachten den Einmarsch in die Donaumonarchie erzwingen, wurde von der k.u.k. Armee aber stets zurückgeschlagen. Über diese Strecke kam von Norden her der größte Teil des österreichisch-ungarischen Nachschubs an die Isonzofront. Die Strecke war 1915–1917 nahe Görz unterbrochen und konnte daher nur von Jesenice aus befahren werden (Beleg?).
Am 6. August 1916 begann die 6. Isonzoschlacht; in der Nacht vom 8. auf den 9. August sprengten Sappeure der österreichischen Truppen bei deren Rückzug von Görz den Hauptbogen der Salcanobrücke.
Im August 1917 griffen italienische Truppen in der 11. Isonzoschlacht südlich des Wocheiner Tunnels über Fluss und Bahn hinweg mit 48 Divisionen an und eroberte vorübergehend die Hügel der Bajnšice (Bainsizza) am östlichen Isonzoufer. Nachdem die k.u.k. Armee im Oktober 1917 vom Isonzo an den weit entfernten Piave vorgerückt war, wurde die Salcanobrücke provisorisch hergestellt, um die Strecke wieder bis Triest durchgehend befahren zu können.
Nach dem Ersten Weltkrieg wurde das Bahngebiet zwischen Jugoslawien und Italien geteilt (siehe Friedensvertrag von Versailles). Die Grenze befand sich am Wocheiner Tunnel; das Isonzotal gehörte zur Gänze zu Italien.
Italien stellte die Salcanobrücke wieder her (diesmal aus Eisenbeton mit einer Verkleidung aus Naturstein).
Der italienische Streckenteil wurde bis 1936 im kurzen Abschnitt Villa Opicina–Trieste Campo Marzio mit 3 kV Gleichstrom elektrifiziert. Die Bedeutung der Bahnstrecke hatte gegenüber der Vorkriegszeit stark abgenommen.

### Betrieb seit 1945

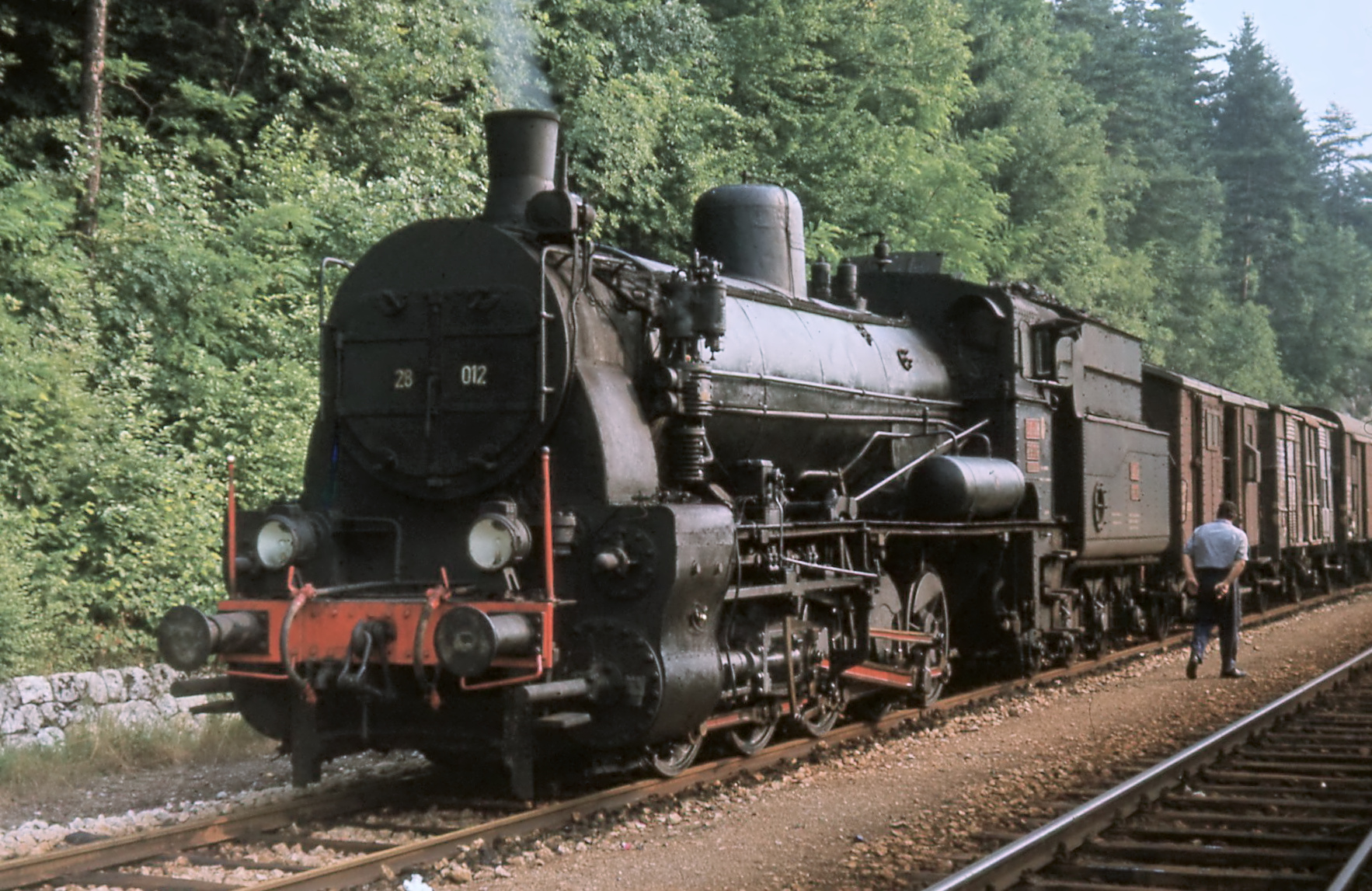
Güterzug mit JŽ 28-012 im Bahnhof Bled, 1971

1945 rückte die Grenze Italien-Jugoslawien nach Westen; das Isonzotal war nun großteils jugoslawisch. Jugoslawien baute bis 1948 die Zweigbahn Kreplje–Sežana, wo Anschluss an die Bahnstrecke Spielfeld-Straß–Triest, den südlichen Teil der historischen österreichischen Südbahn, besteht. Die Verbindung ermöglicht den Verkehr zwischen Südbahn und Wocheiner Bahn ohne Berührung italienischen Gebietes.
Bedingt durch die politische Teilung Europas nach dem Zweiten Weltkrieg, verlor die Wocheiner Bahn von 1945 bis 1990 weiter an Bedeutung.
1945 wurde der Personenverkehr auf der italienischen Streckenseite zumindest zwischen dem Bahnhof Villa Opicina und dem Bahnhof Trieste Campo Marzio eingestellt. Seit 1984 beherbergt der ehemalige Endbahnhof der Strecke ein Museum. Dieses wird Stand Jänner 2024 restauriert und ist nicht der Öffentlichkeit zugänglich.
Nach der Eröffnung der Koper-Bahn im Jahr 1967 wurde der Hafenverkehr Koper–Deutschland / Österreich über Karst- und Wocheiner Bahn („Isonzo-Korridor“) abgewickelt. 1976 wurde die Wocheiner Bahn nach dem Erdbeben in Friaul als Ausweichstrecke für Schnellzüge verwendet. Seit Anfang der 1990er Jahre wird der Verkehr zumeist über Pivka (St. Peter in Krain) und Ljubljana (Laibach) abgewickelt. Dadurch sank die Bedeutung des „Isonzo-Korridors“ erheblich. Die Wocheiner Bahn wird heute in der Regel als Ausweichstrecke genutzt.
Der Großteil der Wocheiner Bahn, von Jesenice bis zur nunmehrigen Staatsgrenze bei Repentabor / Monrupino, befindet sich heute im seit 1991 selbständigen Slowenien, der Rest in Italien. Der Beitritt Sloweniens und anderer Staaten zur EU 2004 und zum Schengen-Raum Ende 2007 beschleunigte den Eisenbahnverkehr aus großen Teilen Europas zu den vor allem für Tschechien, Süddeutschland, die Slowakei, Österreich und Ungarn günstig gelegenen Häfen von Triest und Koper durch das Wegfallen von Grenzkontrollen wesentlich.

## Zugverkehr heute

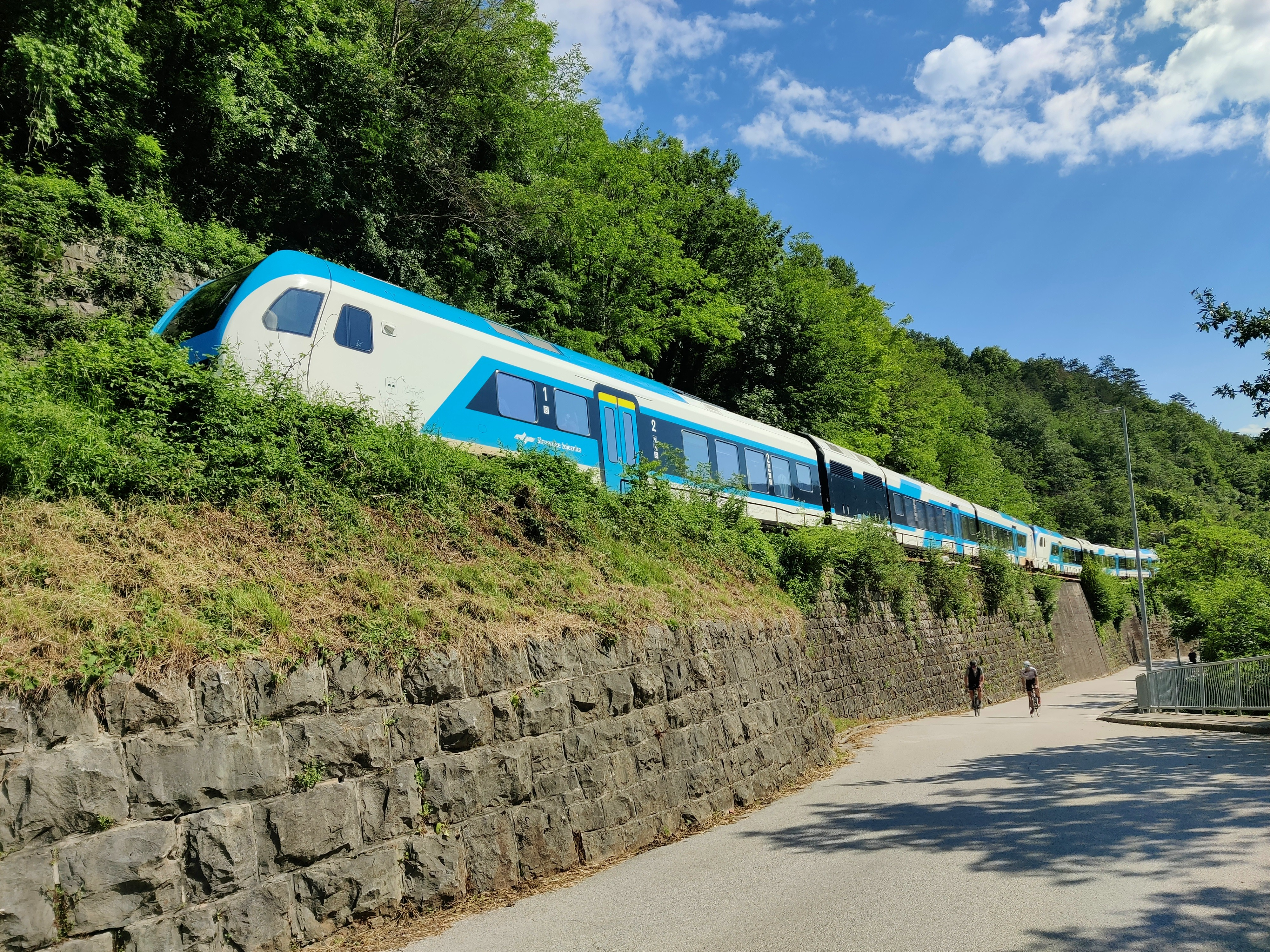
Stadler Flirt 3 zwischen Plave und Anhovo (2025)

Auf slowenischer Seite wird die Strecke im Regionalverkehr bedient; Nahverkehrszüge befahren die Relationen Jesenice–Nova Gorica und Nova Gorica–Kreplje–Sežana.
Auf italienischer Seite, zwischen Kreplje und Triest, findet nur spärlicher Reiseverkehr statt. Über die Staatsgrenze zwischen Kreplje und Villa Opicina verkehren Güterzüge nur noch in Ausnahmefällen, die meisten Züge fahren über Sežana.
Im Sommerhalbjahr verkehren auf dem landschaftlich reizvollsten Streckenabschnitt zwischen Jesenice und Nova Gorica dampfbespannte Museumszüge. Zum Einsatz kommt eine historische Zuggarnitur aus italienischen, österreichischen und jugoslawischen Fahrzeugen des slowenischen Eisenbahnmuseums Ljubljana.
Durch den Wocheiner Tunnel verkehren Züge mit Autotransportwagen.

## Streckenbeschreibung

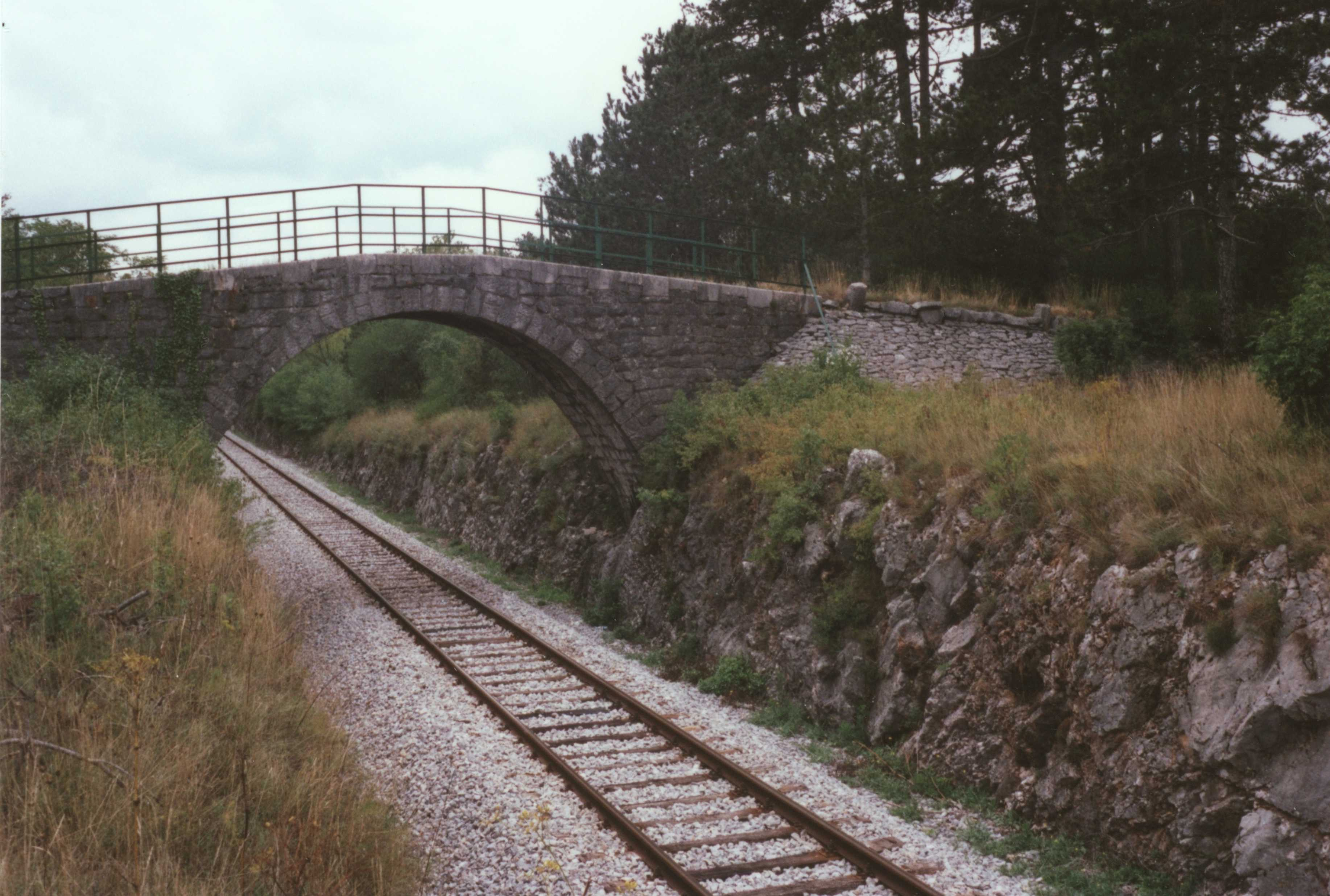
Streckenführung nördlich von Kopriva

### Jesenice – Nova Gorica
Die Strecke beginnt in Jesenice und biegt am östlichen Kopf des Bahnhofs sofort nach rechts Richtung Südflanke des Savetals (unter Querung ebendieser Save) ab. Bei Blejska Dobrava wendet sich die Linie aus dem Savetal südwärts und quert zwischen 2 Tunnels die Vintgarklamm der Radovna und umfährt das weite Becken von Bled / Veldes westseitig. Über dem Westende des Bleder Sees wurde der gleichnamige Bahnhof angelegt und die Linie gelangt an einem Seitengraben des Seebeckens unter dem Sattelweg im gleichnamigen Tunnel auf die westliche Hochterrasse der tief eingekerbten Sava Bohinjka. Diesem Talverlauf wird nun bis Bohinjska Bistrica gefolgt. Der gleichnamige Bahnhof liegt bereits südwärts gewandt in der Beckenlandschaft, und wenige Meter hinter dem Bahnhof wird das Nordportal des Wocheiner Tunnels (slowenisch Bohinjski predor) passiert. Dieser unterfährt die Wasserscheide zur Adria unter dem Kobla-Gipfel. Bei Podbro im Bacatal tritt die Trasse wieder an die Oberfläche und folgt nun in deutlichem, durchgehendem Gefälle mit einigen Kunstbauten hauptsächlich dem ostseitigen Talhang bis Grahovo. Hernach wird unter mehrmaliger Flussquerung in Lehnenlage bei Most na Soci in das Tal der Idrijca eingefahren, das kurz drauf ins eigentliche Isonzotal mündet. An der östlichen Talflanke geht es nun bis kurz vor Kanal ob Soči, wo an die westlichen Lehnen gewechselt wird. Kurz vor Nova Gorica wird der Beckenboden nach neuerlichem Übersetzen (Salcanobrücke) des Isonzo erreicht.

### Nova-Gorica – Triest
Vom östlich des Isonzo am Talboden gelegenen Bahnhof Nova Gorica geht es geradlinig südostwärts, wobei die Anhöhe des Klosters Kostanjevica mit einem kurzen Tunnel unterfahren wird. Entlang einer flachen Schrägfurche durch das hügelige Hinterland wird die Norditalienische Tiefebene verlassen und bei Volčja Draga ins Vipavatal übergegangen. Diesem folgt die Linie bis Saksid, ab wo das Branicatal  – aufsteigend an dessen Südflanke – bis Štanjel genutzt wird, um hier südwestwärts die Karsthochfläche, bereits auf rund 300 m ü. A. gelegen, bis Villa Opicina zu durchmessen. Westlich von Villa Opicina wird die Kante der Karsthochfläche untertunnelt und umgehend südostwärts gewandt der kurvenreiche, in Gebirgsbahnmanier trassierte Abstieg – über den Wurzeln steiler Gewässerfurchen des Karstabbruchs zum Meer hin – in Angriff genommen. Hoch über Triest und seinen in den Karst hochwachsenden Vororten wird Rozzol Melara erreicht, dessen Bergrücken den Grund für den Kehrtunnel Revoltella hinunter in die Furche des Torrente Settefontane bildet. Steil bergab mitten durch die urbanisierten Abhänge wird schließlich an der Adria der Bahnhof Trieste Campo Marzio (früher Staatsbahnhof) erreicht.

### Wocheiner Tunnel

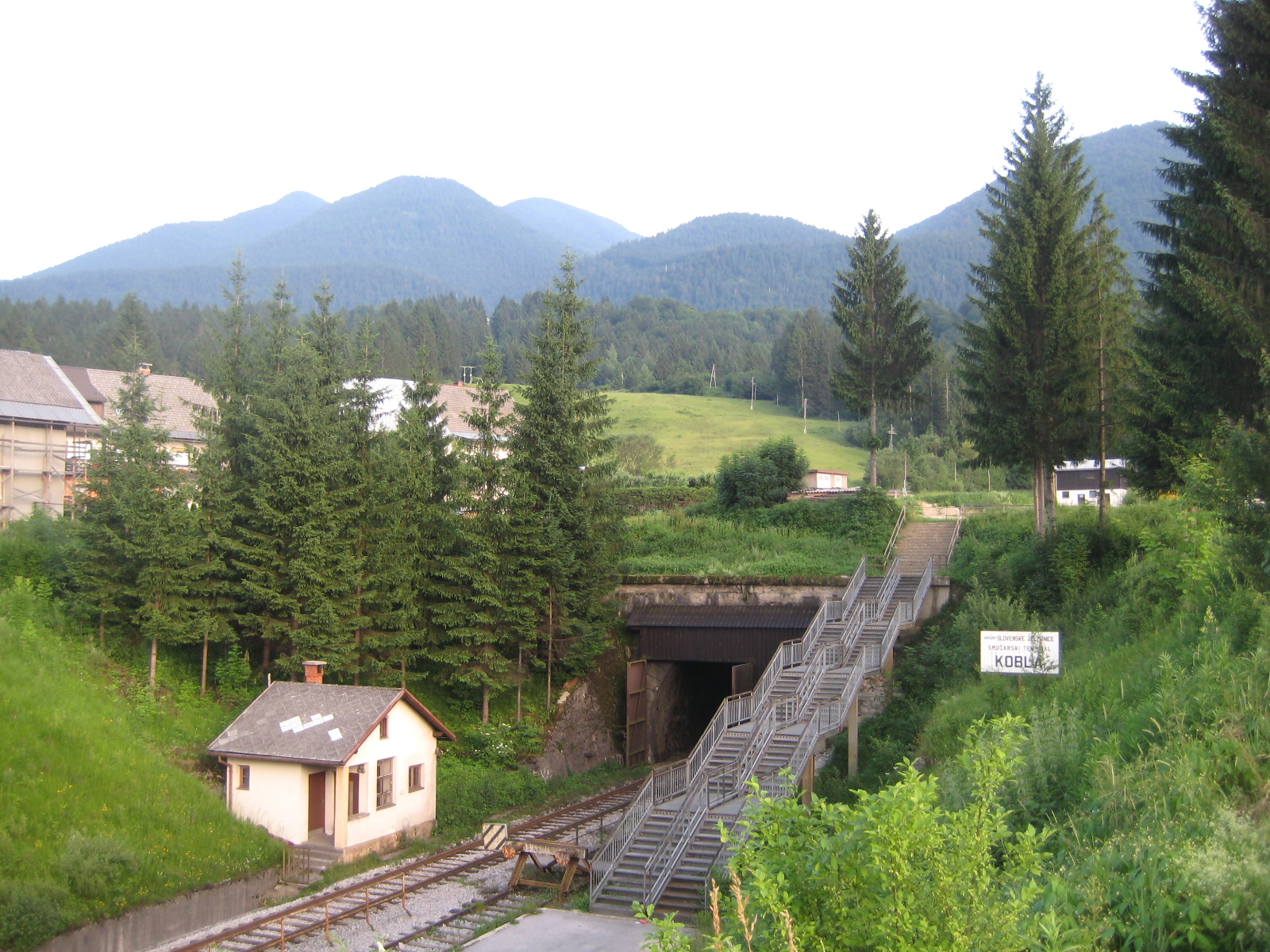
Wocheiner Tunnel, Nordportal

Der Wocheiner Tunnel unter dem Berg Kobla unterquert die Strecke die Wasserscheide zwischen Save und Isonzo / Soča. Durch Sprengung des Nordportals durch die deutsche Wehrmacht im Frühjahr 1945 büßte er 12 Meter seiner ursprünglichen Länge ein und misst seitdem nur noch 6387 m. Der Tunnelquerschnitt ist für zweigleisigen Betrieb geeignet und entspricht damit anderen Tunneln dieser Epoche wie dem Tauerntunnel und Arlbergtunnel. In den 1960er Jahren wurde das zweite Gleis zugunsten eines Wasserkanals entfernt, den die ständigen Wassereinbrüche notwendig machten. Eine weitere Eigentümlichkeit ist die Verschließbarkeit des Nordportals seit 1934, um den starken Durchzug im Tunnel zu verringern.
Am Tunnel verlief von 1919 bis 1945 die Ostgrenze Italiens.
Daneben hat die Strecke noch 41 weitere Tunnelanlagen.
Nach Verlassen des Wocheiner Tunnels folgt die Strecke dem Tal des Isonzo, den sie mehrfach überquert.

### Salcanobrücke (Solkanbrücke)

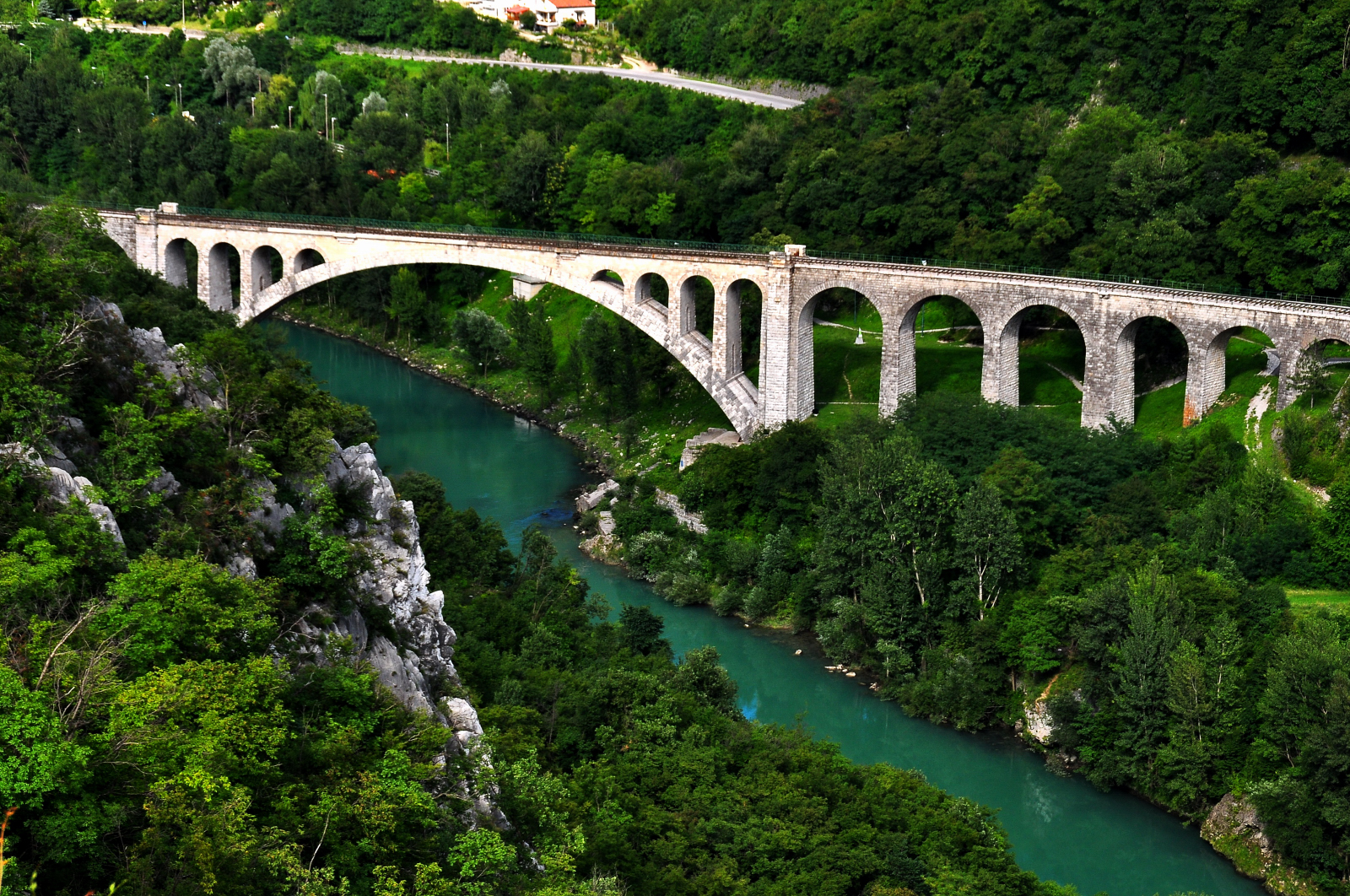
Salcanobrücke bei Nova Gorica

Die Salcanobrücke in Solkan nahe Nova Gorica ist das größte Brückenbauwerk der Strecke. Mit 85 Meter Flügelspannweite gilt sie zudem als weltweit größte gemauerte Steinbogenbrücke.
Zum Schicksal der Brücke im Ersten Weltkrieg siehe den Abschnitt Betrieb bis 1945.
Informative Details zum – völlig vergessenen – Baumeister der Salcanobrücke bietet die Publikation … tout Vienne! Gustav Orglmeister – Der letzte Wiener k.u.k. Hofbaumeister.

### Feldbahn bei Bohinjska Bistrica
Von der Station Wocheiner Feistritz führte im Ersten Weltkrieg eine 1915 von russischen Kriegsgefangenen gebaute Feldbahn an das Südufer des Wocheiner Sees und an diesem entlang bis Ukanc am westlichen Ende des Sees. Von dort brachte ein Aufzug mit der Wocheiner Bahn antransportierte Menschen und Material in die Berge hinter der nördlichen Isonzofront. Die k.u.k. Armee baute ein Kraftwerk und betrieb die ursprünglich als Pferdebahn betriebene Feldbahn später elektrisch. Nach Kriegsende fuhren auf dieser Feldbahn bis 1924 Personenzüge, dann wurde sie eingestellt. Das Kriegsgefangenenlager befand sich in Wochein.

### Staatsgrenze am Bahnhofsvorplatz Nova Gorica
Unmittelbar westlich des Empfangsgebäudes der Wocheiner Bahn in Görz verläuft seit 1945/1947 quer über die  Piazza Transalpina, den heutigen Evropski Trg („Europäischer Platz“) die Staatsgrenze zwischen Jugoslawien (heute Slowenien) und Italien. Der 1945 von Titos Partisanen eroberte Bahnhof verblieb als Ergebnis des Zweiten Weltkriegs bei Jugoslawien, das östlich davon ab 1948 die Stadt Nova Gorica errichtete. Die Stadt Gorizia (Görz) verblieb wie seit 1918 bei Italien. Ein kleines Museum im Bahnhof zeigt Relikte der Teilung, die seit Ende 2007 an Bedeutung verloren hat, weil die Grenze auch hier auf Grund des Schengener Grenzkodex an jeder beliebigen Stelle ohne Kontrollen überquert werden kann.

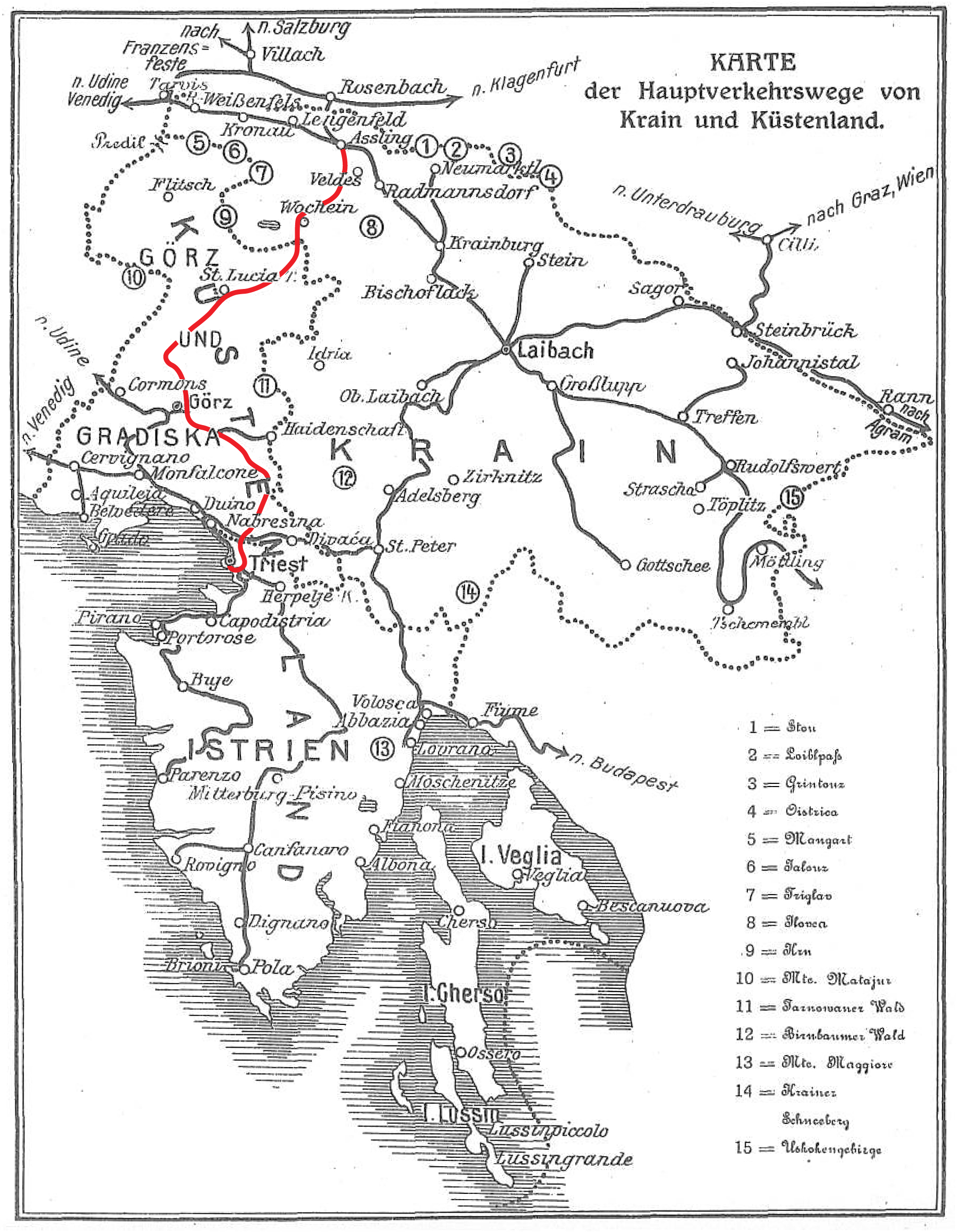
Karte der Hauptverkehrswege von Krain und Küstenland, 1910

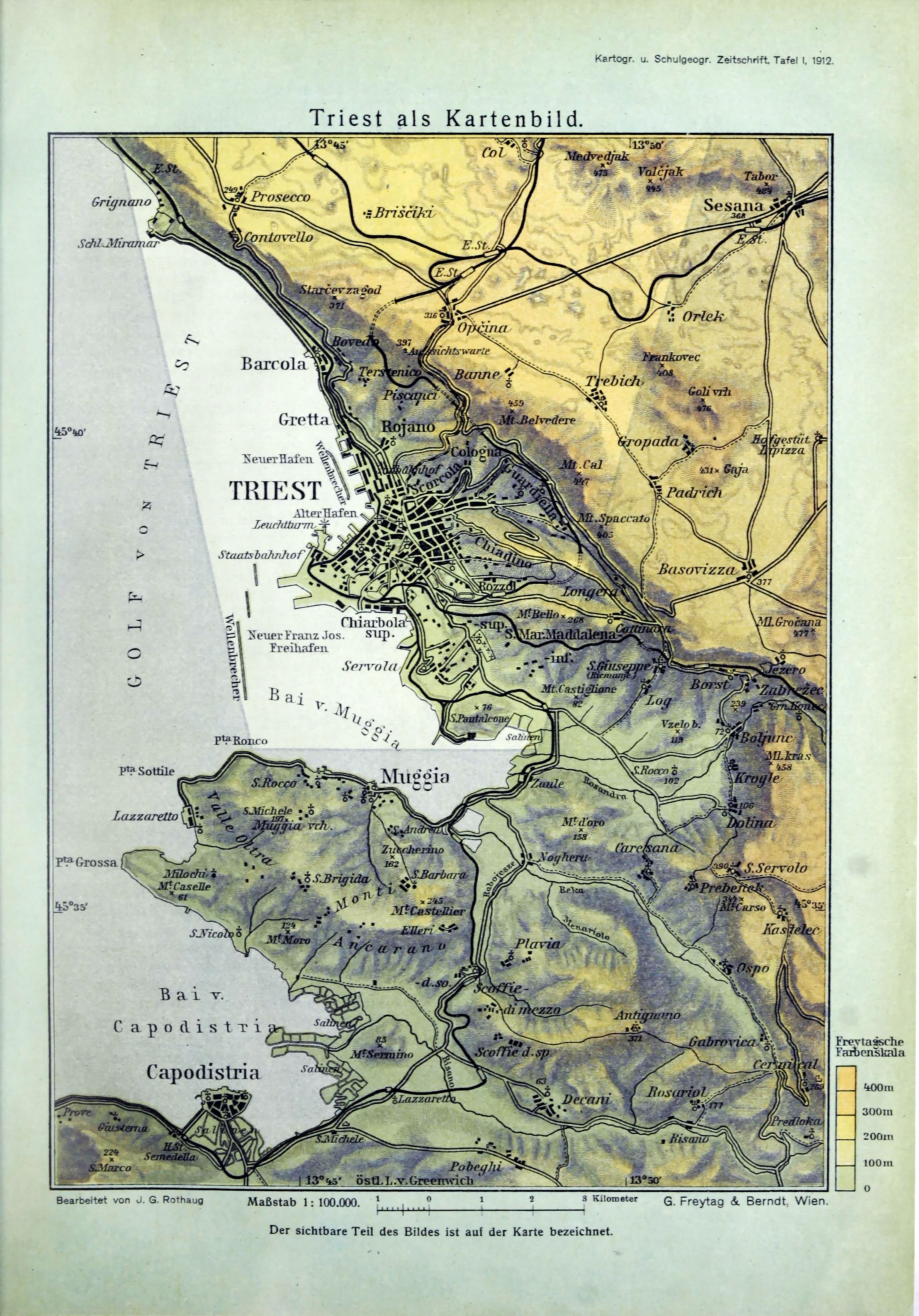
Verkehrslage Triest, 1912